# Ninszun
Ninszun (sumer nin-sun2 𒊩𒌆𒄢 vagy nin-suna) Enmerkar sumer király egyetlen leánya, Lugalbanda felesége, így Gilgames anyja. Az idők során mitikus alakká vált, Urukban istennőként tisztelték már a III. uri dinasztia idején (dnin-sun2), amely valószínűleg a Gilgames-eposz nagy népszerűségének köszönhető. Gudea idején Lagas egyik védelmező istennője. Az óbabiloni korban Szín-kásid templomot emelt számára (e2-KI.KAL), amelyben férjével együtt tisztelték. Anyja Ki vagy Uras, apja Enlil vagy Anu.

## Élete
Nevének jelentése: nin = hölgy, asszony, sun2 = vadtehén. „Fátyolos hercegnő” néven is ismert, egy magyarázat a Gilgames-eposz egyik mondatára utal, amely szerint: „mert elbújt (Gilgames), mint a menyasszony arca”. Más nevei: a „Nagy Királynő”, „Vadtehén Háza”. Legrégebbi ismert névalakja: Nininszína vagy Niniszína, ami arra utalhat, hogy a nin-sun2 névalak késői rövidülés és a jelentés utólagosan hozzákapcsolt. A dnin-i3-si-in-na névalak ugyanis „Íszín úrnője” jelentésű, vagyis egyszerűen az íszíni istennő vált Ninszunná.

## Ninszun a Gilgames-eposzban
A újasszír korú első táblán Gilgames álmának megfejtőjeként tűnik fel, amikor fia hozzá fordul segítségért. Itt jósolja meg, hogy Enkidu a barátja és segítője lesz. A második, óbabiloni korú tábla szövegén ismét álmot fejt, mint „Gis mindenttudó asszonyanyja”, akit a tábla végén Ninszunnaként neveznek meg. A harmadik tábla eleje óbabiloni, második része újasszír korú, az utóbbiban Ninszun jóslatot és áldást mond a Humbaba elleni harchoz, valamint Enkidu megígéri neki, hogy vigyáz a fiára.